# NGC 1611
NGC 1611 је лентикуларна галаксија у сазвежђу Еридан која се налази на NGC листи објеката дубоког неба.
Деклинација објекта је - 4° 17' 49" а ректасцензија 4h 33m 5,8s. Привидна величина (магнитуда) објекта NGC 1611 износи 13,4 а фотографска магнитуда 14,3. NGC 1611 је још познат и под ознакама MCG -1-12-29, IRAS 04306-0424, PGC 15501.